# Duitsland op het Europees kampioenschap voetbal 2020
Duitsland was een van de deelnemende landen aan het Europees kampioenschap voetbal 2020. Het was de dertiende deelname voor het land. Joachim Löw was de bondscoach. Duitsland werd in de achtste finale uitgeschakeld door Engeland.

## Kwalificatie

### Kwalificatieduels
|                                                |                       |         |                                |                                                                                       |
| 24 maart 2019 «onderlinge duels» 20.45 (UTC+1) | Nederland             | 2 − 3   | Duitsland                      | Johan Cruijff ArenA, Amsterdam Toeschouwers: 51.694 Scheidsrechter: Jesús Gil Manzano |
| 24 maart 2019 «onderlinge duels» 20.45 (UTC+1) | De Ligt 48' Depay 63' | Verslag | 15' Sané 34' Gnabry 90' Schulz | Johan Cruijff ArenA, Amsterdam Toeschouwers: 51.694 Scheidsrechter: Jesús Gil Manzano |

|                                              |             |         |                   |                                                                             |
| 8 juni 2019 «onderlinge duels» 21.45 (UTC+3) | Wit-Rusland | 0 − 2   | Duitsland         | Borisov Arena, Borisov Toeschouwers: 12.510 Scheidsrechter: Srđan Jovanović |
| 8 juni 2019 «onderlinge duels» 21.45 (UTC+3) |             | Verslag | 13' Sané 62' Reus | Borisov Arena, Borisov Toeschouwers: 12.510 Scheidsrechter: Srđan Jovanović |

|                                               |                                                                                    |         |         |                                                                      |
| 11 juni 2019 «onderlinge duels» 20.45 (UTC+2) | Duitsland                                                                          | 8 − 0   | Estland | Opel Arena, Mainz Toeschouwers: 26.050 Scheidsrechter: Ali Palabıyık |
| 11 juni 2019 «onderlinge duels» 20.45 (UTC+2) | Reus 10', 37' Gnabry 17', 62' Goretzka 20' Gündoğan 26' (pen.) Werner 79' Sané 88' | Verslag |         | Opel Arena, Mainz Toeschouwers: 26.050 Scheidsrechter: Ali Palabıyık |

|                                                   |                            |         |                                                         |                                                                                  |
| 6 september 2019 «onderlinge duels» 20.45 (UTC+2) | Duitsland                  | 2 − 4   | Nederland                                               | Volksparkstadion, Hamburg Toeschouwers: 51.299 Scheidsrechter: Artur Soares Dias |
| 6 september 2019 «onderlinge duels» 20.45 (UTC+2) | Gnabry 9' Kroos 73' (pen.) | Verslag | 59' F. de Jong 66' (e.d.) Tah 79' Malen 90+1' Wijnaldum | Volksparkstadion, Hamburg Toeschouwers: 51.299 Scheidsrechter: Artur Soares Dias |

|                                                   |               |         |                              |                                                                           |
| 9 september 2019 «onderlinge duels» 19.45 (UTC+1) | Noord-Ierland | 0 − 2   | Duitsland                    | Windsor Park, Belfast Toeschouwers: 18.236 Scheidsrechter: Daniele Orsato |
| 9 september 2019 «onderlinge duels» 19.45 (UTC+1) |               | Verslag | 48' Halstenberg 90+3' Gnabry | Windsor Park, Belfast Toeschouwers: 18.236 Scheidsrechter: Daniele Orsato |

|                                                  |         |         |                                      |                                                                              |
| 13 oktober 2019 «onderlinge duels» 21.45 (UTC+3) | Estland | 0 − 3   | Duitsland                            | A. Le Coq Arena, Tallinn Toeschouwers: 12.062 Scheidsrechter: Georgi Kabakov |
| 13 oktober 2019 «onderlinge duels» 21.45 (UTC+3) |         | Verslag | 14' Can 51', 57' Gündoğan 71' Werner | A. Le Coq Arena, Tallinn Toeschouwers: 12.062 Scheidsrechter: Georgi Kabakov |

|                                                   |                                        |         |             |                                                                                    |
| 16 november 2019 «onderlinge duels» 20.45 (UTC+1) | Duitsland                              | 4 − 0   | Wit-Rusland | Borussia-Park, Mönchengladbach Toeschouwers: 33.164 Scheidsrechter: Orel Grinfeeld |
| 16 november 2019 «onderlinge duels» 20.45 (UTC+1) | Ginter 41' Goretzka 49' Kroos 55', 83' | Verslag |             | Borussia-Park, Mönchengladbach Toeschouwers: 33.164 Scheidsrechter: Orel Grinfeeld |

|                                                   |                                                     |         |               |                                                                                                   |
| 19 november 2019 «onderlinge duels» 20.45 (UTC+1) | Duitsland                                           | 6 − 1   | Noord-Ierland | Commerzbank-Arena, Frankfurt am Main Toeschouwers: 42.855 Scheidsrechter: Carlos del Cerro Grande |
| 19 november 2019 «onderlinge duels» 20.45 (UTC+1) | Gnabry 19', 47', 60' Goretzka 43', 73' Brandt 90+1' | Verslag | 7' Smith      | Commerzbank-Arena, Frankfurt am Main Toeschouwers: 42.855 Scheidsrechter: Carlos del Cerro Grande |

### Eindstand groep C
| Nr. | Land          | GW | W | G | V | DV | DT | DS  | Ptn |
| --- | ------------- | -- | - | - | - | -- | -- | --- | --- |
| 1   | Duitsland     | 8  | 7 | 0 | 1 | 30 | 7  | +23 | 21  |
| 2   | Nederland     | 8  | 6 | 1 | 1 | 24 | 7  | +17 | 19  |
| 3   | Noord-Ierland | 8  | 4 | 1 | 3 | 9  | 13 | -4  | 13  |
| 4   | Wit-Rusland   | 8  | 1 | 1 | 6 | 4  | 16 | -12 | 4   |
| 5   | Estland       | 8  | 0 | 1 | 7 | 2  | 26 | -24 | 1   |

## EK-voorbereiding

### Wedstrijden
|                                              |             |       |             |                                                                                                |
| 2 juni 2021 «onderlinge duels» 21:00 (UTC+2) | Duitsland   | 1 – 1 | Denemarken  | Tivoli Stadion Tirol, Innsbruck (Oostenrijk) Toeschouwers: 0 Scheidsrechter: Julian Weinberger |
| 2 juni 2021 «onderlinge duels» 21:00 (UTC+2) | Neuhaus 48' |       | 71' Poulsen | Tivoli Stadion Tirol, Innsbruck (Oostenrijk) Toeschouwers: 0 Scheidsrechter: Julian Weinberger |

|                                              |                                                                                    |       |               |                                                                                 |
| 7 juni 2021 «onderlinge duels» 20:45 (UTC+2) | Duitsland                                                                          | 7 – 1 | Letland       | Merkur Spiel-Arena, Düsseldorf Toeschouwers: 0 Scheidsrechter: Nikola Dabanović |
| 7 juni 2021 «onderlinge duels» 20:45 (UTC+2) | Gosens 19' Gündoğan 21' Müller 27' Ozols 39' (e.d.) Gnabry 45' Werner 50' Sané 76' |       | 75' Saveljevs | Merkur Spiel-Arena, Düsseldorf Toeschouwers: 0 Scheidsrechter: Nikola Dabanović |

## Het Europees kampioenschap
De loting vond plaats op 30 november 2019 in Boekarest. Duitsland werd ondergebracht in groep F, samen met Hongarije, Portugal en Frankrijk.

### Uitrustingen
Sportmerk: adidas
| Thuis | Uit | Doelman |

### Selectie en statistieken
| Nr. | Naam               | Geboortedatum | GW |   |   |   |   |   |   | Club                     | Positie(s) |
| --- | ------------------ | ------------- | -- | - | - | - | - | - | - | ------------------------ | ---------- |
| 1   | Manuel Neuer       | 27-03-1986    | 4  | 0 | 0 | 0 | 0 | 0 | 0 | Bayern München           | GK         |
| 2   | Antonio Rüdiger    | 03-03-1993    | 4  | 0 | 0 | 0 | 0 | 0 | 0 | Chelsea FC               | CB         |
| 3   | Marcel Halstenberg | 27-09-1991    | 1  | 0 | 0 | 0 | 0 | 1 | 0 | RB Leipzig               | LB         |
| 4   | Matthias Ginter    | 19-01-1994    | 4  | 0 | 2 | 0 | 0 | 0 | 3 | Borussia Mönchengladbach | CB         |
| 5   | Mats Hummels       | 16-12-1988    | 4  | 0 | 0 | 0 | 0 | 0 | 1 | Borussia Dortmund        | CB         |
| 6   | Joshua Kimmich     | 08-02-1995    | 4  | 0 | 1 | 0 | 0 | 0 | 0 | Bayern München           | DM, CB     |
| 7   | Kai Havertz        | 11-06-1999    | 4  | 2 | 1 | 0 | 0 | 0 | 3 | Chelsea FC               | AM         |
| 8   | Toni Kroos         | 04-01-1990    | 4  | 0 | 0 | 0 | 0 | 0 | 0 | Real Madrid              | AM, CM     |
| 9   | Kevin Volland      | 30-07-1992    | 2  | 0 | 0 | 0 | 0 | 2 | 0 | AS Monaco                | RW, CF, LW |
| 10  | Serge Gnabry       | 14-07-1995    | 4  | 0 | 0 | 0 | 0 | 1 | 3 | Bayern München           | RW, LW     |
| 11  | Timo Werner        | 06-03-1996    | 3  | 0 | 0 | 0 | 0 | 2 | 1 | Chelsea FC               | CF         |
| 12  | Bernd Leno         | 04-03-1992    | 0  | 0 | 0 | 0 | 0 | 0 | 0 | Arsenal FC               | GK         |
| 13  | Jonas Hofmann      | 14-07-1992    | 0  | 0 | 0 | 0 | 0 | 0 | 0 | Borussia Mönchengladbach | RW         |
| 14  | Jamal Musiala      | 26-02-2003    | 2  | 0 | 0 | 0 | 0 | 2 | 0 | Bayern München           | AM         |
| 15  | Niklas Süle        | 03-09-1995    | 1  | 0 | 0 | 0 | 0 | 1 | 0 | Bayern München           | CB         |
| 16  | Lukas Klostermann  | 03-06-1996    | 0  | 0 | 0 | 0 | 0 | 0 | 0 | RB Leipzig               | RB         |
| 17  | Florian Neuhaus    | 16-03-1997    | 0  | 0 | 0 | 0 | 0 | 0 | 0 | Borussia Mönchengladbach | CM         |
| 18  | Leon Goretzka      | 06-02-1995    | 3  | 1 | 0 | 0 | 0 | 2 | 0 | Bayern München           | CM         |
| 19  | Leroy Sané         | 11-01-1996    | 4  | 0 | 1 | 0 | 0 | 3 | 0 | Bayern München           | RW, LW, AM |
| 20  | Robin Gosens       | 05-07-1994    | 4  | 1 | 1 | 0 | 0 | 0 | 4 | Atalanta Bergamo         | LB, LW     |
| 21  | İlkay Gündoğan     | 24-10-1990    | 3  | 0 | 1 | 0 | 0 | 0 | 2 | Manchester City          | CM         |
| 22  | Kevin Trapp        | 08-07-1990    | 0  | 0 | 0 | 0 | 0 | 0 | 0 | Eintracht Frankfurt      | GK         |
| 23  | Emre Can           | 12-01-1994    | 3  | 0 | 0 | 0 | 0 | 3 | 0 | Borussia Dortmund        | DM, CB     |
| 24  | Robin Koch         | 17-07-1996    | 0  | 0 | 0 | 0 | 0 | 0 | 0 | Leeds United             | CB         |
| 25  | Thomas Müller      | 13-09-1989    | 4  | 0 | 0 | 0 | 0 | 1 | 1 | Bayern München           | AM, CF     |
| 26  | Christian Günter   | 28-02-1993    | 0  | 0 | 0 | 0 | 0 | 0 | 0 | SC Freiburg              | LB         |

### Wedstrijden
| Nr. | Land      | GW | W | G | V | DV | DT | DS | Ptn |
| --- | --------- | -- | - | - | - | -- | -- | -- | --- |
| 1   | Frankrijk | 3  | 1 | 2 | 0 | 4  | 3  | +1 | 5   |
| 2   | Duitsland | 3  | 1 | 1 | 1 | 6  | 5  | +1 | 4   |
| 3   | Portugal  | 3  | 1 | 1 | 1 | 7  | 6  | +1 | 4   |
| 4   | Hongarije | 3  | 0 | 2 | 1 | 3  | 6  | -3 | 2   |

#### Groepsfase
|                                               |                    |       |           |                                                                                     |
| 15 juni 2021 «onderlinge duels» 21:00 (UTC+2) | Frankrijk          | 1 – 0 | Duitsland | Allianz Arena, München Toeschouwers: 13.000 Scheidsrechter: Carlos del Cerro Grande |
| 15 juni 2021 «onderlinge duels» 21:00 (UTC+2) | Hummels 20' (e.d.) |       |           | Allianz Arena, München Toeschouwers: 13.000 Scheidsrechter: Carlos del Cerro Grande |

|                                               |                      |       |                                                             |                                                                            |
| 19 juni 2021 «onderlinge duels» 18:00 (UTC+2) | Portugal             | 2 – 4 | Duitsland                                                   | Allianz Arena, München Toeschouwers: 12.926 Scheidsrechter: Anthony Taylor |
| 19 juni 2021 «onderlinge duels» 18:00 (UTC+2) | Ronaldo 15' Jota 67' |       | 35' (e.d.) Dias 39' (e.d.) Guerreiro 51' Havertz 60' Gosens | Allianz Arena, München Toeschouwers: 12.926 Scheidsrechter: Anthony Taylor |

|                                               |                          |       |                            |                                                                             |
| 23 juni 2021 «onderlinge duels» 21:00 (UTC+2) | Duitsland                | 2 – 2 | Hongarije                  | Allianz Arena, München Toeschouwers: 12.413 Scheidsrechter: Sergej Karasjov |
| 23 juni 2021 «onderlinge duels» 21:00 (UTC+2) | Havertz 66' Goretzka 84' |       | 11' Ád. Szalai 68' Schäfer | Allianz Arena, München Toeschouwers: 12.413 Scheidsrechter: Sergej Karasjov |

#### Achtste finale
|                                               |                       |       |           |                                                                             |
| 29 juni 2021 «onderlinge duels» 17:00 (UTC+1) | Engeland              | 2 – 0 | Duitsland | Wembley Stadium, Londen Toeschouwers: 41.973 Scheidsrechter: Danny Makkelie |
| 29 juni 2021 «onderlinge duels» 17:00 (UTC+1) | Sterling 75' Kane 86' |       |           | Wembley Stadium, Londen Toeschouwers: 41.973 Scheidsrechter: Danny Makkelie |

DFB · A-internationals · Bondscoaches · Duits vrouwenelftal · Olympisch elftal · Duitsland U21 · Duitsland U20 · Duitsland U19 · Duitsland U18 · Duitsland U17 · Duitsland U16 · Vrouwen U17
1905 – 1919 · 
1920 – 1929 · 
1930 – 1939 · 
1940 – 1949 · 
1950 – 1959 · 
1960 – 1969 · 
1970 – 1979 · 
1980 – 1989 · 
1990 – 1999 · 
2000 – 2009 · 
2010 – 2019 · 
2020 – 2029
EK's: 1972 · 
1976 · 
1980 · 
1984 · 
1988 · 
1992 · 
1996 · 
2000 · 
2004 · 
2008 · 
2012 · 
2016 · 
2020 · 
2024
CC: 1999 · 
2005 · 
2017
WK's: 1934 ·
1938 · 
1954 · 
1958 · 
1962 · 
1966 · 
1970 · 
1974 · 
1978 · 
1982 · 
1986 · 
1990 · 
1994 · 
1998 · 
2002 · 
2006 · 
2010 · 
2014 · 
2018 · 
2022
OS: 1912 ·
1928 ·
1936 ·
2016 ·
2020
Albanië ·
Algerije ·
Argentinië ·
Armenië ·
Australië ·
Azerbeidzjan ·
België ·
Bohemen en Moravië ·
Bolivia ·
Bosnië en Herzegovina ·
Brazilië ·
Bulgarije ·
Canada ·
Chili ·
China ·
Colombia ·
Costa Rica ·
Cyprus ·
DDR ·
Denemarken ·
Ecuador ·
Egypte ·
Engeland ·
Estland ·
Faeröer ·
Finland ·
Frankrijk ·
Georgië ·
Ghana ·
Gibraltar ·
GOS ·
Griekenland ·
Hongarije ·
Ierland ·
IJsland ·
Iran ·
Israël ·
Italië ·
Ivoorkust ·
Japan ·
Joegoslavië ·
Kameroen ·
Kazachstan ·
Koeweit ·
Kroatië ·
Letland ·
Liechtenstein ·
Litouwen ·
Luxemburg ·
Malta ·
Marokko ·
Mexico ·
Moldavië ·
Nederland ·
Nieuw-Zeeland ·
Nigeria ·
Noord-Ierland ·
Noord-Macedonië ·
Noorwegen ·
Oekraïne ·
Oman ·
Oostenrijk ·
Paraguay ·
Peru ·
Polen ·
Portugal ·
Roemenië ·
Rusland ·
Saarland ·
San Marino ·
Saoedi-Arabië ·
Schotland ·
Servië ·
Servië en Montenegro · 
Slovenië ·
Slowakije ·
Sovjet-Unie ·
Spanje ·
Thailand ·
Tsjechië ·
Tsjecho-Slowakije ·
Tunesië ·
Turkije ·
Uruguay ·
Verenigde Arabische Emiraten ·
Verenigde Staten ·
Wales ·
Wit-Rusland ·
Zuid-Afrika ·
Zuid-Korea ·
Zweden ·
Zwitserland
Algerije (1982) · 
Algerije (2014) · 
Argentinië (1986) ·
Argentinië (1990) ·
Argentinië (2006) ·
Argentinië (2014) · 
Australië (2010) ·
België (1980) · 
Brazilië (2002) ·
Brazilië (2014) · 
Chili (1982) ·
Costa Rica (2006) ·
Denemarken (1992) ·
Denemarken (2012) · 
Ecuador (2006) ·
Engeland (1966) ·
Engeland (1982) ·
Engeland (2010) ·
Engeland (2021) ·
Frankrijk (2014) · 
Frankrijk (2021) · 
Ghana (2014) ·
Griekenland (2012) · 
Hongarije (1954, 2) ·
Hongarije (2021) ·
Italië (1982) ·
Italië (2006) ·
Italië (2012) · 
Japan (2022) · 
Kroatië (2008) ·
Mexico (2018) ·
Nederland (1974) ·
Nederland (2012) ·
Oekraïne (2016) ·
Oostenrijk (1982) ·
Oostenrijk (2008) ·
Polen (2006) ·
Polen (2008) ·
Polen (2016) ·
Portugal (2006) ·
Portugal (2008) ·
Portugal (2012) ·
Portugal (2014) ·
Portugal (2021) ·
Servië (2010) ·
Sovjet-Unie (1972) · 
Spanje (1982) ·
Spanje (2008) ·
Spanje (2022) ·
Tsjechië (1996, 2) · 
Tsjecho-Slowakije (1976) ·
Turkije (2008) ·
Verenigde Staten (2014) ·
Zuid-Korea (2018) ·
Zweden (2006)
1 Neuer  ·
2 Rüdiger ·
3 Halstenberg ·
4 Ginter ·
5 Hummels ·
6 Kimmich ·
7 Havertz ·
8 Kroos ·
9 Volland ·
10 Gnabry ·
11 Werner ·
12 Leno ·
13 Hofmann ·
14 Musiala ·
15 Süle ·
16 Klostermann ·
17 Neuhaus ·
18 Goretzka ·
19 Sané ·
20 Gosens ·
21 Gündoğan ·
22 Trapp ·
23 Can ·
24 Koch ·
25 Müller ·
26 Günter ·
Coach: Löw